# Championnat d'Asie masculin de basket-ball 1987
Navigation
Malaisie 1985 Chine 1989
Le championnat d'Asie de basket-ball 1987 est la quatorzième édition du championnat d'Asie des nations. Elle s'est déroulée du 14 au 27 novembre 1987 à Bangkok en Thaïlande.

## Classement final
| Position | Équipe       | Bilan |
| -------- | ------------ | ----- |
| 1        | Chine        | 8v-0d |
| 2        | Corée du Sud | 7v-1d |
| 3        | Japon        | 6v-2d |
| 4        | Philippines  | 4v-3d |
| 5        | Taïwan       | 5v-3d |
| 6        | Inde         | 2v-5d |
| 7        | Malaisie     | 4v-4d |
| 8        | Thaïlande    | 2v-6d |
| 9        | Irak         | 5v-3d |
| 10       | Jordanie     | 3v-3d |
| 11       | Singapour    | 2v-5d |
| 12       | Indonésie    | 2v-4d |
| 13       | Bahreïn      | 4v-3d |
| 14       | Hong Kong    | 1v-6d |
| 15       | Macao        | 0v-7d |